# Ullin Place
Ullin Thomas Place (* 24. Oktober 1924 in Northallerton, Yorkshire, England; † 2. Januar 2000 in Thirsk, Yorkshire) war ein britischer Philosoph und Psychologe. Er gilt zusammen mit John Jamieson Carswell Smart als Begründer der Identitätstheorie.
Place studierte an der Oxford University und lernte dort eine Philosophie des Geistes in der Tradition Gilbert Ryles kennen. Diese Lehre brachte ihn mit dem Behaviorismus in Verbindung, dem er in kritischer Distanz verbunden blieb. Auch später noch verteidigte er als Nichtbehaviorist Burrhus Frederic Skinners Verbal Behavior.
Dennoch wurde Place zusammen mit John Smart als Begründer der Position bekannt, die den philosophischen Behaviorismus schließlich verdrängen sollte – die Identitätstheorie. In Is consciousness a brain process? (1956) formulierte Place die These, dass mentale Zustände nicht über Verhalten zu definieren seien. Vielmehr müsse man sie mit neuronalen Zuständen des Gehirns identifizieren. Mit dieser These kann Place als einer der Väter des materialistischen Mainstreams in der Philosophie des Geistes der 1960er und 1970er Jahre gesehen werden.

## Werke
- Identifying the Mind: Selected Papers of U. T. Place (hrsg. von George Graham & Elizabeth R. Valentine), OUP, Oxford 2004, ISBN 0-19-516137-8.
- Is consciousness a brain process?, in: British Journal of Psychology 47 (1956), S. 44–50
- "Skinner's Verbal Behavior - why we need it", in: Behaviorism, 1981.